# ちり鍋
ちり鍋（ちりなべ）とは、白身魚の切り身を野菜や豆腐とともに水炊きにした日本の鍋料理である。煮汁には味付けをしない淡泊な味わいが特徴である。冬の季語でもある。

## 解説
歴史的には、魚を野菜などと水炊きにした料理は中国地方や四国に古くから見られた。東京で鍋料理として広まったのは、幕末から明治時代初期である。なお、生魚を食べない西洋人が、出された刺身を鍋に入れて火を通して食べたのが始まりとする説もある。
「ちり鍋」の名の由来は、新鮮な魚の切り身を熱湯に入れると、ちりちりにちぢれて縮む様子から来たとされる。白身魚の切り身など同じような材料を用いて蒸しものにした料理は、同様の理由から「ちり蒸」と呼ぶ。
中心となる魚の種類によってさまざまなバリエーションがあり、魚種名の語尾に「ちり」を付けた名で呼ばれることが一般的である。代表的なものとしては、鱈を使った「鱈ちり」、鯛を使った「鯛ちり」、フグを使った「河豚ちり」が挙げられる。河豚ちりは別名「てっちり」とも呼ばれ、これはフグの俗称の「鉄砲」（毒があって当たると死ぬことから）に由来すると言われる。長崎県ではクエ（アラ）の切り身も使われてきた。また、白身魚だけでなく鶏肉などの肉類を使った鍋料理も水煮方式であれば「ちり鍋」と扱われるようになっており、なかでも豚肉の薄切りを使った「豚ちり」は常夜鍋の名で知られている。
魚肉の切り身以外に添える具としては、ネギや白菜、春菊などの葉物野菜が使われる。根菜類は大根やニンジンの薄切りが入ることがある。シイタケなどキノコ類も用いる。また、豆腐が用いられることが多く、春雨を入れることもある。水煮が基本であるが、うま味を補うために出汁昆布を加えることもある。
食べるときには取り皿でポン酢を付け、味付けする。薬味としてはアサツキやもみじおろし、七味唐辛子などが使われる。各自が薬味などで楽しめる自由な味付けが、魅力の1つとなっている。